# Дарсі Гордійчук
Дарсі Гордійчук (англ. Darcy Hordichuk, нар. 10 серпня 1980, Камсак) — канадський хокеїст українського походження, що грав на позиції крайнього нападника.
Провів понад 500 матчів у Національній хокейній лізі. 

## Ігрова кар'єра
Хокейну кар'єру розпочав 1996 року.
2000 року був обраний на драфті НХЛ під 180-м загальним номером командою «Атланта Трешерс». 
Протягом професійної клубної ігрової кар'єри, що тривала 14 років, захищав кольори команд «Атланта Трешерс», «Фінікс Койотс», «Флорида Пантерс», «Нашвілл Предаторс», «Ванкувер Канакс» та «Едмонтон Ойлерс».
19 серпня 2013 фінські ЗМІ повідомили про пропозицію одного з фінських клубів про контракт на один рік на суму $270,000 (200,000 Євро), але після 12 річної кар'єри в НХЛ він відмовився від контракту.
Загалом провів 559 матчів у НХЛ, включаючи 17 ігор плей-оф Кубка Стенлі.

## Статистика
| Сезон        | Клуб                   | Ліга         | Регулярний сезон | Регулярний сезон | Регулярний сезон | Регулярний сезон | Регулярний сезон | Плей-оф | Плей-оф | Плей-оф | Плей-оф | Плей-оф |
| Сезон        | Клуб                   | Ліга         | І                | Г                | П                | О                | ШХ               | І       | Г       | П       | О       | ШХ      |
| ------------ | ---------------------- | ------------ | ---------------- | ---------------- | ---------------- | ---------------- | ---------------- | ------- | ------- | ------- | ------- | ------- |
| 1996–97      | «Йорктон Маллерс»      | SMHL         | 57               | 6                | 15               | 21               | 230              | —       | —       | —       | —       | —       |
| 1996–97      | «Калгарі Гітмен»       | ЗХЛ          | 3                | 0                | 0                | 0                | 2                | —       | —       | —       | —       | —       |
| 1997–98      | «Дофін Кінгз»          | MJHL         | 58               | 12               | 21               | 33               | 279              | —       | —       | —       | —       | —       |
| 1998–99      | «Саскатун Блейдс»      | ЗХЛ          | 66               | 3                | 2                | 5                | 246              | —       | —       | —       | —       | —       |
| 1999–00      | «Саскатун Блейдс»      | ЗХЛ          | 63               | 6                | 8                | 14               | 269              | 11      | 4       | 2       | 6       | 43      |
| 2000–01      | «Атланта Трешерс»      | НХЛ          | 11               | 0                | 0                | 0                | 38               | —       | —       | —       | —       | —       |
| 2000–01      | «Орландо Солар Бірс»   | ІХЛ          | 69               | 7                | 3                | 10               | 369              | 16      | 3       | 3       | 6       | 41      |
| 2001–02      | «Атланта Трешерс»      | НХЛ          | 33               | 1                | 1                | 2                | 127              | —       | —       | —       | —       | —       |
| 2001–02      | «Чикаго Вулвс»         | АХЛ          | 34               | 5                | 4                | 9                | 127              | —       | —       | —       | —       | —       |
| 2001–02      | «Фінікс Койотс»        | НХЛ          | 1                | 0                | 0                | 0                | 14               | —       | —       | —       | —       | —       |
| 2002–03      | «Фінікс Койотс»        | НХЛ          | 25               | 0                | 0                | 0                | 82               | —       | —       | —       | —       | —       |
| 2002–03      | «Спрингфілд Фелконс»   | АХЛ          | 22               | 1                | 3                | 4                | 38               | —       | —       | —       | —       | —       |
| 2002–03      | «Флорида Пантерс»      | НХЛ          | 3                | 0                | 0                | 0                | 15               | —       | —       | —       | —       | —       |
| 2003–04      | «Флорида Пантерс»      | НХЛ          | 57               | 3                | 1                | 4                | 158              | —       | —       | —       | —       | —       |
| 2005–06      | «Нашвілл Предаторс»    | НХЛ          | 74               | 7                | 6                | 13               | 163              | —       | —       | —       | —       | —       |
| 2006–07      | «Нашвілл Предаторс»    | НХЛ          | 53               | 1                | 3                | 4                | 90               | 2       | 0       | 0       | 0       | 0       |
| 2007–08      | «Нашвілл Предаторс»    | НХЛ          | 45               | 1                | 2                | 3                | 60               | 5       | 0       | 0       | 0       | 2       |
| 2008–09      | «Ванкувер Канакс»      | НХЛ          | 73               | 4                | 1                | 5                | 109              | 10      | 1       | 0       | 1       | 14      |
| 2009–10      | «Ванкувер Канакс»      | НХЛ          | 56               | 1                | 1                | 2                | 142              | —       | —       | —       | —       | —       |
| 2010–11      | «Флорида Пантерс»      | НХЛ          | 64               | 1                | 4                | 5                | 76               | —       | —       | —       | —       | —       |
| 2011–12      | «Едмонтон Ойлерс»      | НХЛ          | 43               | 1                | 2                | 3                | 64               | —       | —       | —       | —       | —       |
| 2012–13      | «Едмонтон Ойлерс»      | НХЛ          | 4                | 0                | 0                | 0                | 2                | —       | —       | —       | —       | —       |
| 2012–13      | «Оклахома-Сіті Беронс» | АХЛ          | 22               | 0                | 1                | 1                | 12               | 3       | 0       | 0       | 0       | 2       |
| Усього в НХЛ | Усього в НХЛ           | Усього в НХЛ | 542              | 20               | 21               | 41               | 1140             | 17      | 1       | 0       | 1       | 16      |